# Рыбалки (Днепропетровская область)
Рыбалки (укр. Рибалки) — село,
Рудковский сельский совет,
Царичанский район,
Днепропетровская область,
Украина.
Код КОАТУУ — 1225684605. Население по переписи 2001 года составляло 219 человек .

## Географическое положение
Село Рыбалки находится на расстоянии в 1,5 км от сёл Дашковка (Кобелякский район) и Григоровка (Кобелякский район).